# Shark finning

Schemat pożądanych płetw rekina

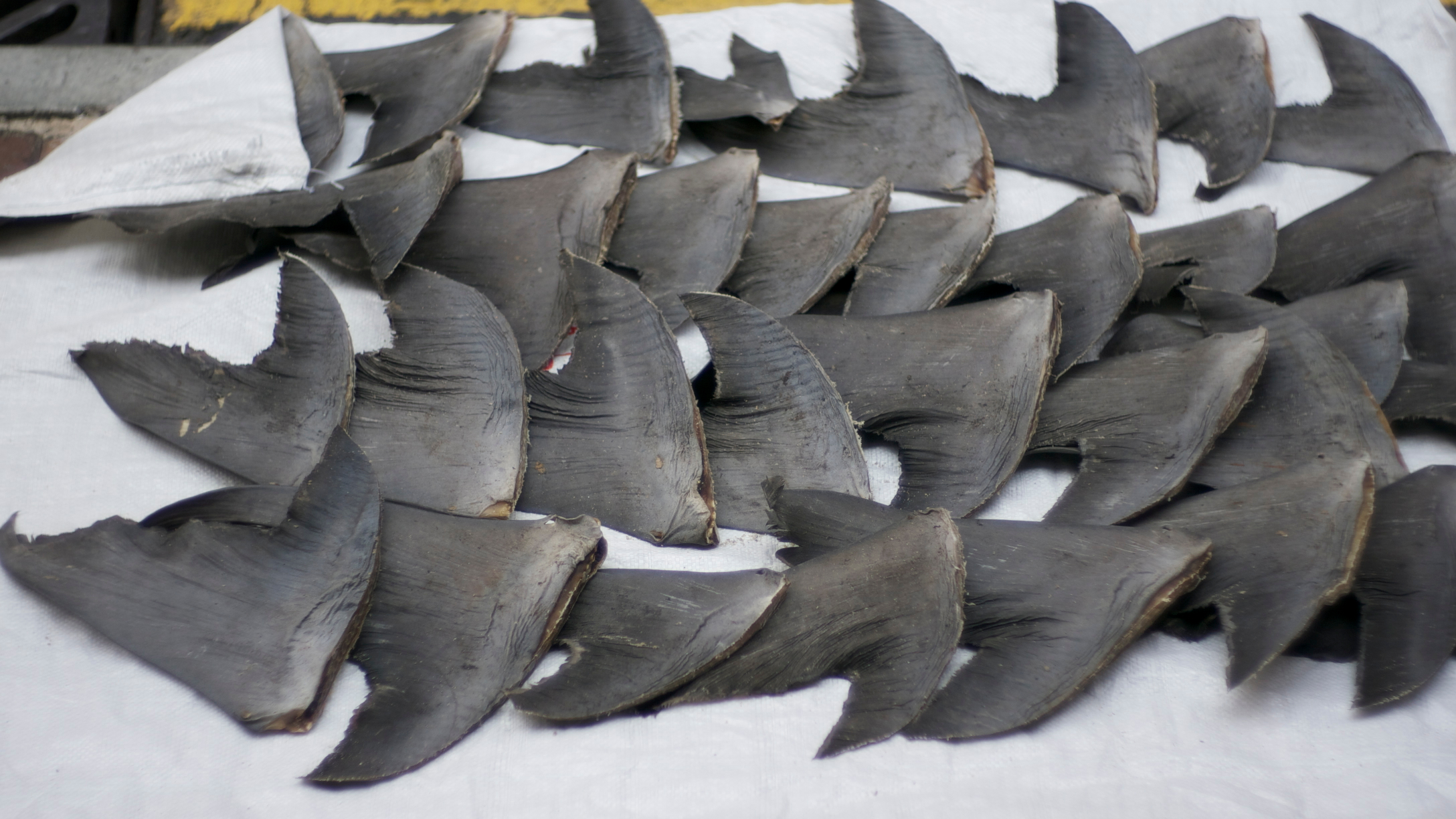
Płetwy rekinów suszone na targu w Hongkongu

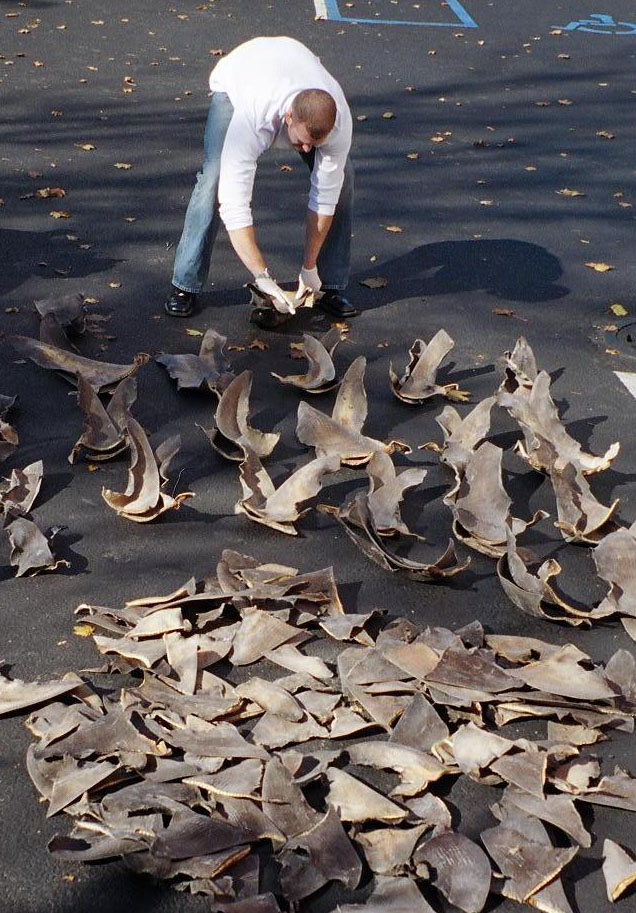
Odcięte płetwy rekinów

Shark finning (również finning, tłumaczenie: obcinanie płetw rekinom) – proceder polegający na odcinaniu płetw żywym rekinom w celach zarobkowych. Według wielu aktywistów, jest to okrutne, jednak wciąż jest praktykowane w wielu częściach świata. Rekin, któremu zostały odcięte płetwy, jest żywcem wyrzucany za burtę, gdzie powoli umiera w męczarniach, nie mogąc pływać, z utraty krwi lub będąc jedzonym przez inne zwierzęta.

## Protesty i kwestie etyczne
Shark finning jest niezgodny z szeroko przyjętymi zasadami etycznymi. Wielu aktywistów protestuje przeciwko temu procederowi. Ludzie zabijają rocznie nawet 73000000 rekinów (niektóre źródła mówią o 100000000), czyli średnio 139 rekinów na minutę. Tymczasem rekiny zabijają średnio 6 osób rocznie. Opinie o dużym niebezpieczeństwie ze strony rekinów to, jak potwierdzają dane statystyczne, nieprawda (spośród 360 znanych gatunków rekinów jedynie 35 kiedykolwiek zaatakowało człowieka), więc nie mogą być one usprawiedliwieniem dla połowów, jakie odbywają się na oceanach.

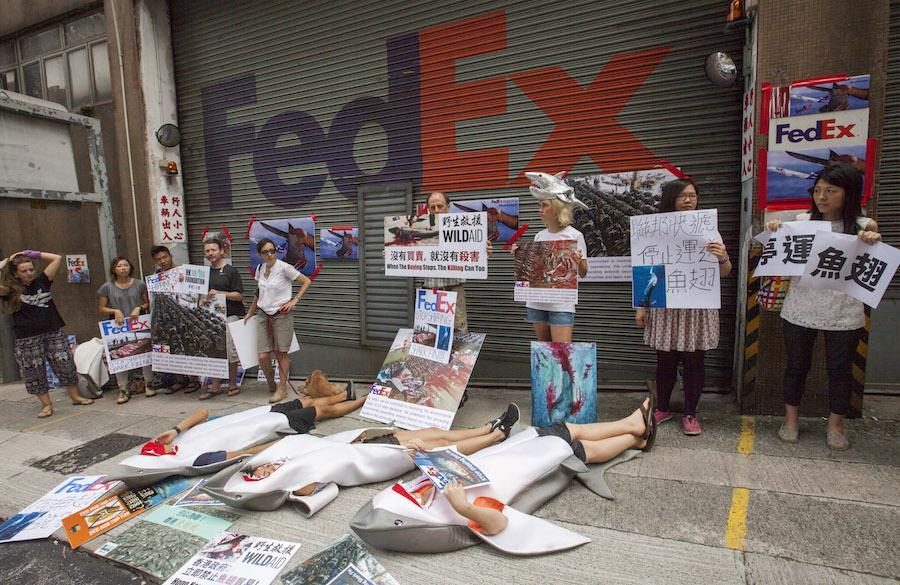
Protest przeciwko shark finningowi, 3 lipca 2016, Kennedy Town, Hongkong

Poza tym, przeciwko shark finningowi organizuje się kampanie społeczne.

## Legalność procederu

### USA

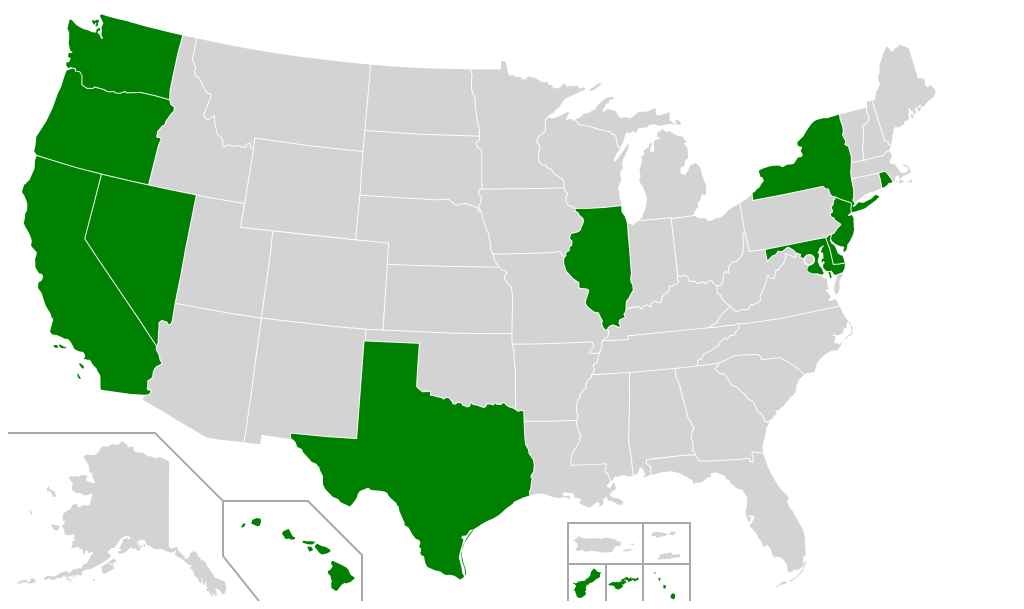
Mapa USA przedstawiające stany i terytoria, które zabroniły posiadania i sprzedaży płetw rekinów (kolor zielony), stan na styczeń 2020

Posiadanie i sprzedaż płetw rekina jest zabronione w niektórych stanach USA (patrz: mapa powyżej).

### Unia Europejska
Shark finning w UE jest zabroniony.

## Shark finningjako problem międzynarodowy
Shark finning jest problemem międzynarodowym. Główne rynki zbytu dla płetw rekinów to Chiny, Hongkong, Tajwan, Malezja, Singapur i Tajlandia.

## Polowania na zagrożone gatunki
Wiele gatunków, którym obcina się płetwy, jest zagrożonych. Jak potwierdzają badania, jest tak w przypadku 71%. Zakazy zabraniające ich połowu są nieskuteczne.

## Zastosowanie odciętych płetw

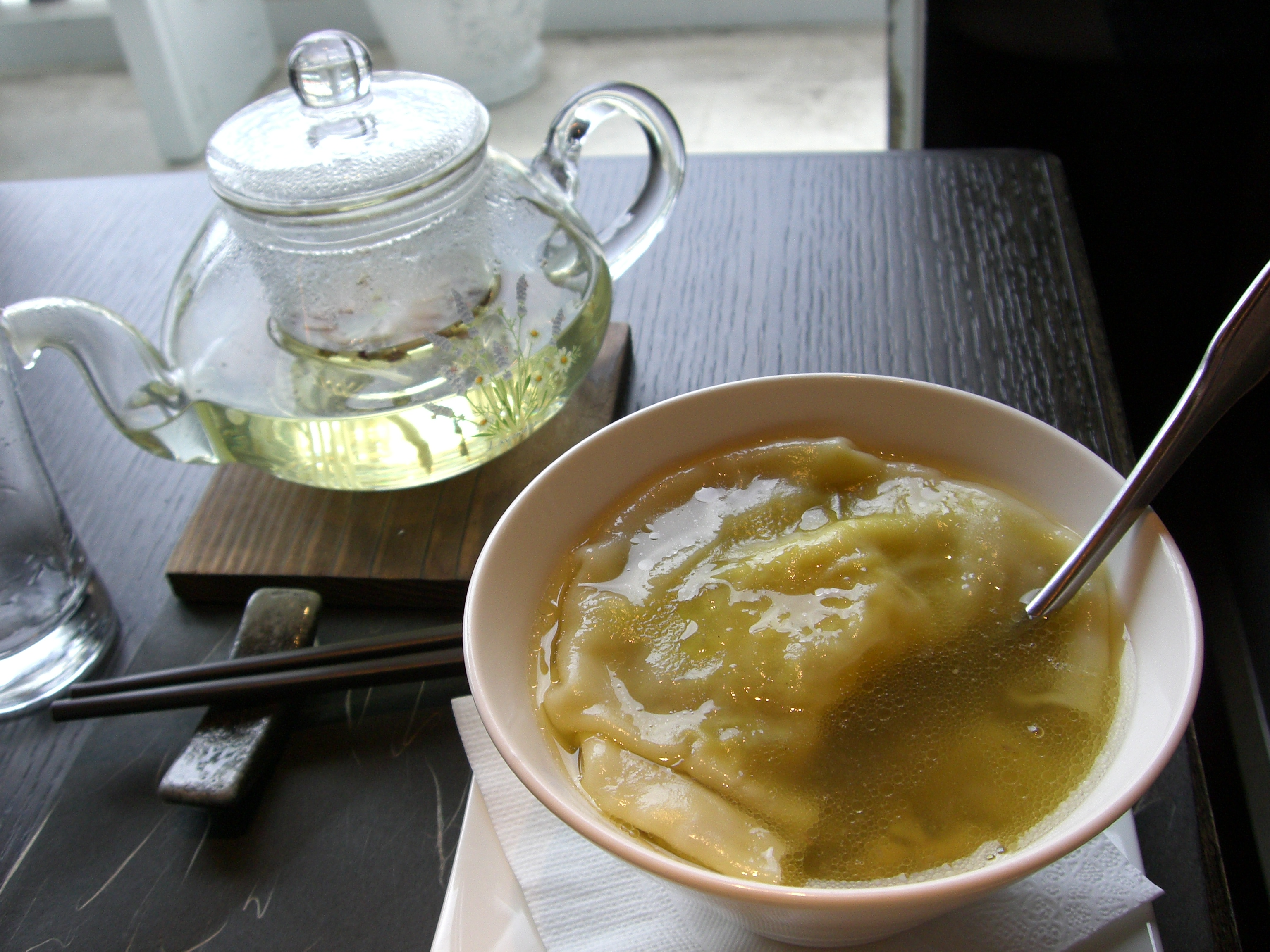
Zupa z płetwy rekina, tradycyjne danie kuchni azjatyckiej

Zupa z płetwy rekina jest tradycyjnym daniem kuchni azjatyckiej. Można ją kupić w wielu nadmorskich kurortach czy restauracjach. W rzeczywistości, za jej smak odpowiadają jedynie przyprawy, gdyż płetwa sama w sobie nie ma żadnego smaku.
Te części ciała rekinów są również wykorzystywane w azjatyckiej medycynie ludowej. Jednak ich lecznicze właściwości nie są prawdą, co udowadniają badania – płetwy często zawierają niebezpieczne stężenia neurotoksyny BMMA (inaczej B-Metylamino L-Alaniny, produkowanej przez sinice i współodpowiedzialnej za chorobę Alzheimera oraz chorobę Parkinsona) oraz rtęci.